# Uhříněves
Uhříněves – część Pragi. W 2010 zamieszkiwało ją 5 996 mieszkańców.

Na jej terenie znajduje się cmentarz Uhříněveski.